# イクチオステガ
イクチオステガ（学名：Ichthyostega）は、約3億6,700万-3億6,250万年前（後期デボン紀であるファメニアン期）に生息していた原始的四肢動物。
かつては最初の四肢動物といわれていたが、現在では、より古い時代のより始原的な形質を示すものとしてオブルチェヴィクティスやエルギネルペトンといった種の存在が明らかとなっている。イクチオステガの化石はグリーンランドで発見された。デボン紀当時のグリーンランドは、赤道直下付近に位置していたと考えられている。
学名（ラテン語）は、ギリシア語の「ichthys（魚）」と「stegos（roof, cover、屋根、覆い)」を組み合わせて造られた名称。

## 歴史と分類

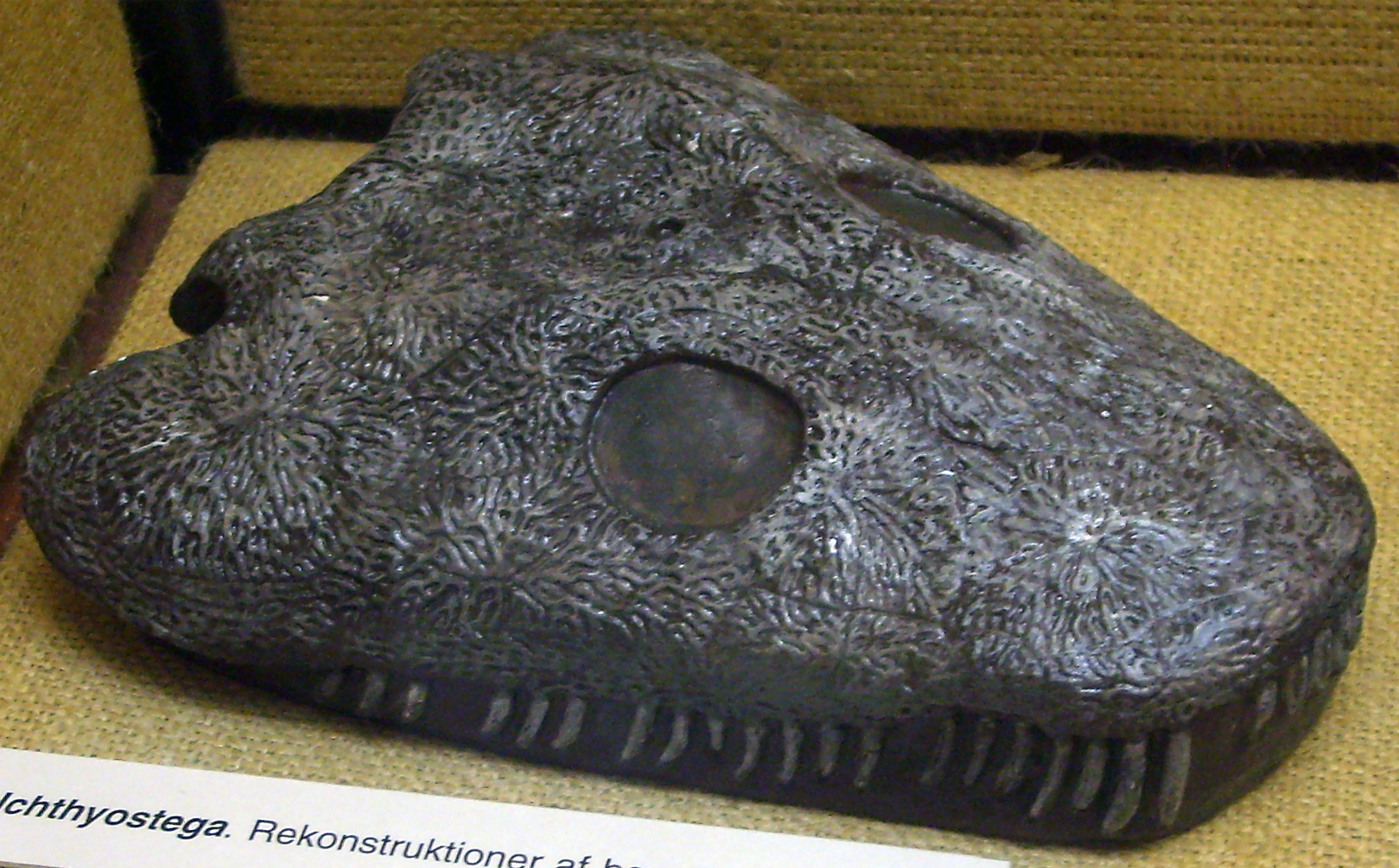
頭骨の複製（コペンハーゲン地質学博物館）

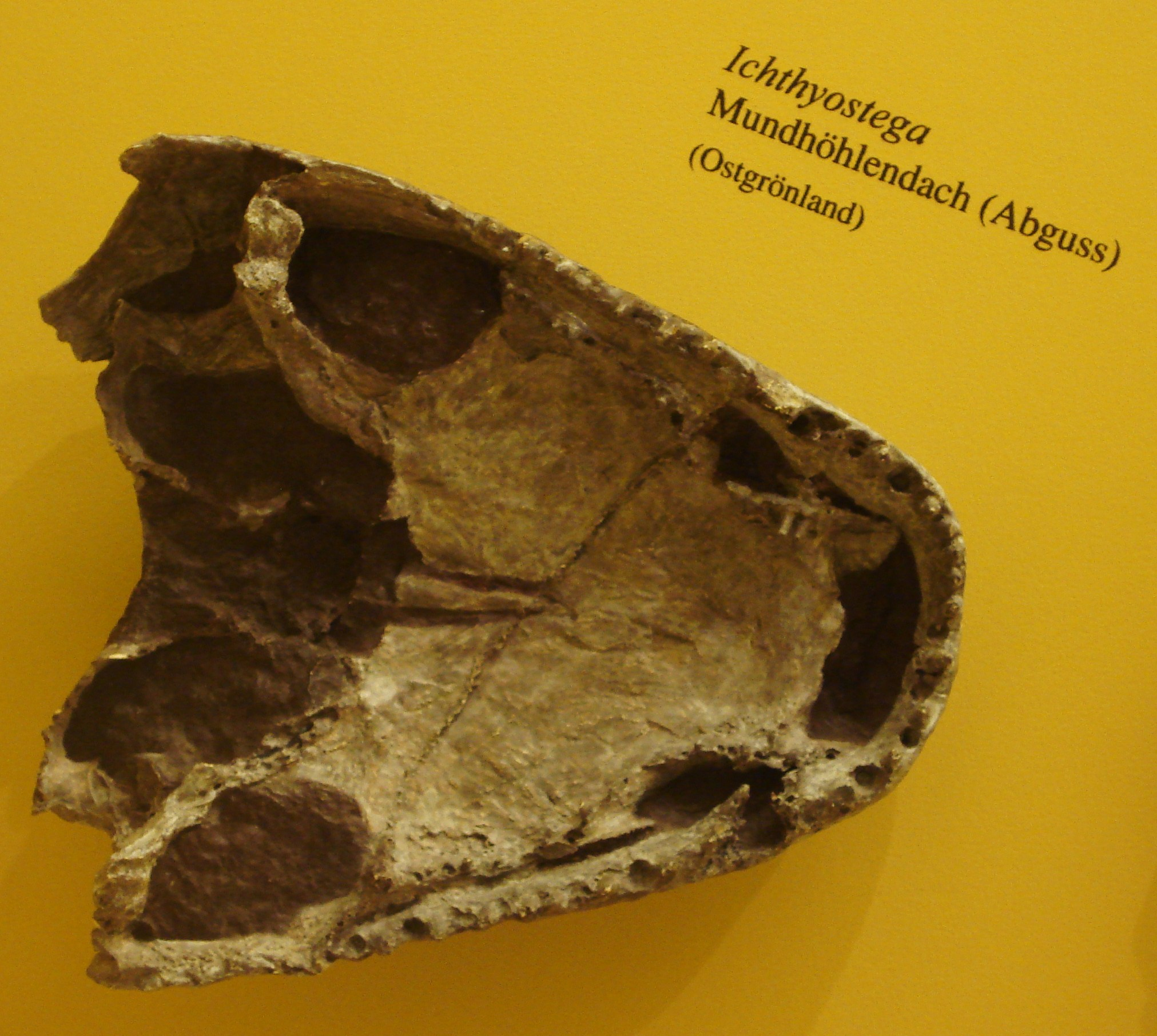
頭骨の下部

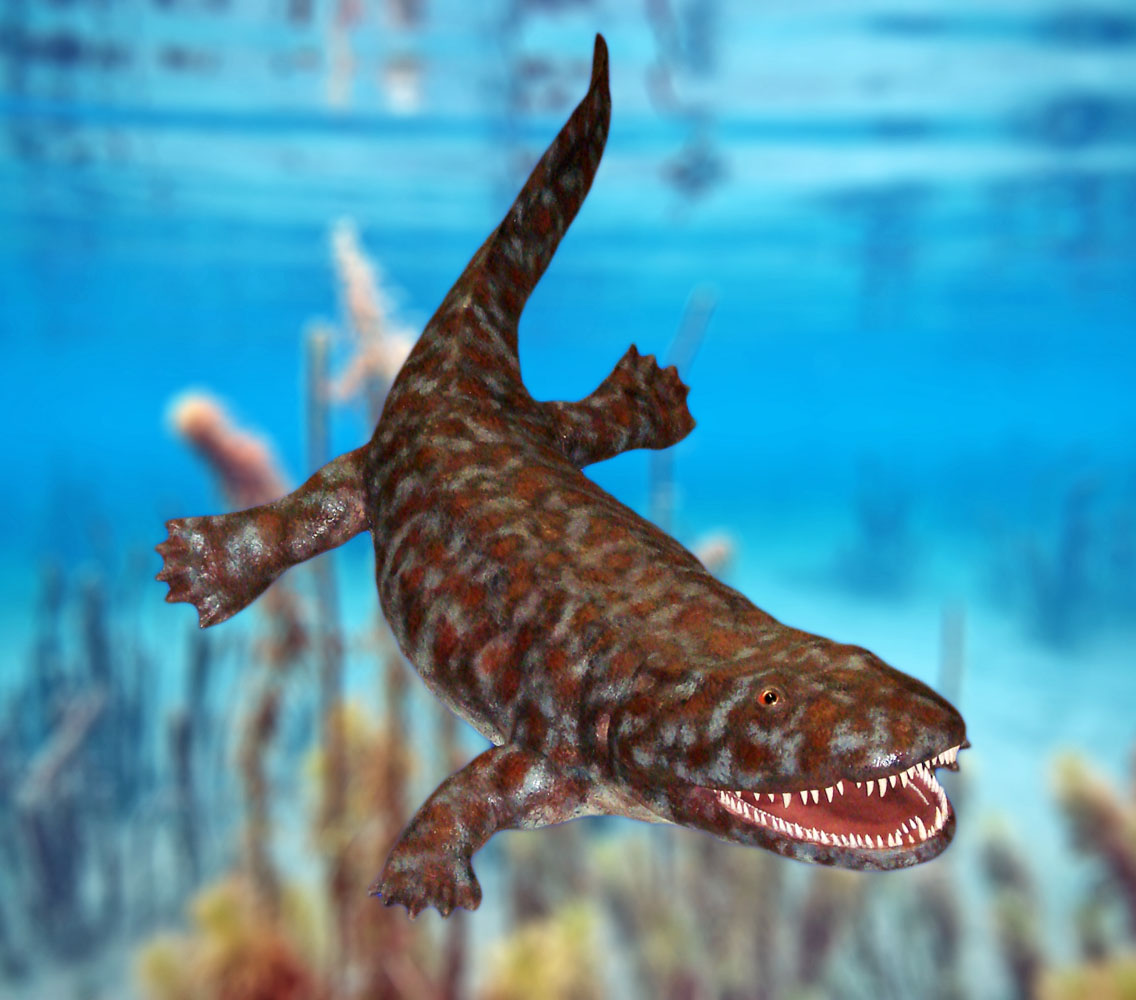
イラスト

1932年、グリーンランド東部にある後期デボン紀の地層から発見されたイクチオステガの四つの種と Ichthyostegopsis 属の I. wimani がスウェーデンの古生物・地質学者グンナル・セヴェセダーベリによって記載された。これらは頭骨の大きさ、点、骨のパターンについて違いがあるものの、形態学上のはっきりとした違いは見られないためにシノニムとすることができる（ I. stensioei のみが残った）。これらの比較は1931年にデンマークの探検隊がグリーンランド東部で発見した14点の標本について行われ、1933年から1955年の間にも標本が追加された。

## 特徴
体長約1-1.5メートル。アカントステガに比して、より魚類に近い頭骨を持つものの、肢帯・四肢・脊椎はより頑丈であり、陸上生活に比較的向いていた。また、重力から内臓を守るために肋骨がかなり発達していた。しかし、その造りの頑丈さゆえに体が重すぎること、尾に肉鰭類のような鰭を持っていること、などを根拠にイクチオステガは、陸上を歩行するのは不得手だったと考えられている。ただし冒頭で述べたとおり胴体は陸上の環境に適していたため、四肢の構造も合わせて現生のアザラシのような動きで水辺を這い回っていた可能性が高い。
しばしば人間同様の5本指で描かれることがあるが、後肢は7本指であったことが明らかとなっている（前肢の指は未発見のため不明）。
なお陸生脊椎動物の祖先といわれているが、最近では「直接的な繋がりは無い」との異論も唱えられている。

## 陸上生活への適応
- 浅瀬の泥地に適していたパンデリクティス
- 陸に上がることができる肢のような鰭を持ったティクターリク
- 植物の茂った湿地にいる初期の四肢動物の例。
- - 
八本指の足を持っていたアカントステガ
  - 
肢を持っていたイクチオステガ

後期デボン紀の脊椎動物の種形成。エウステノプテロンのような鰭を持った魚の子孫による適応の順序を示す。
シーラカンスのように鰭を持った魚もまた子孫に含まれる。

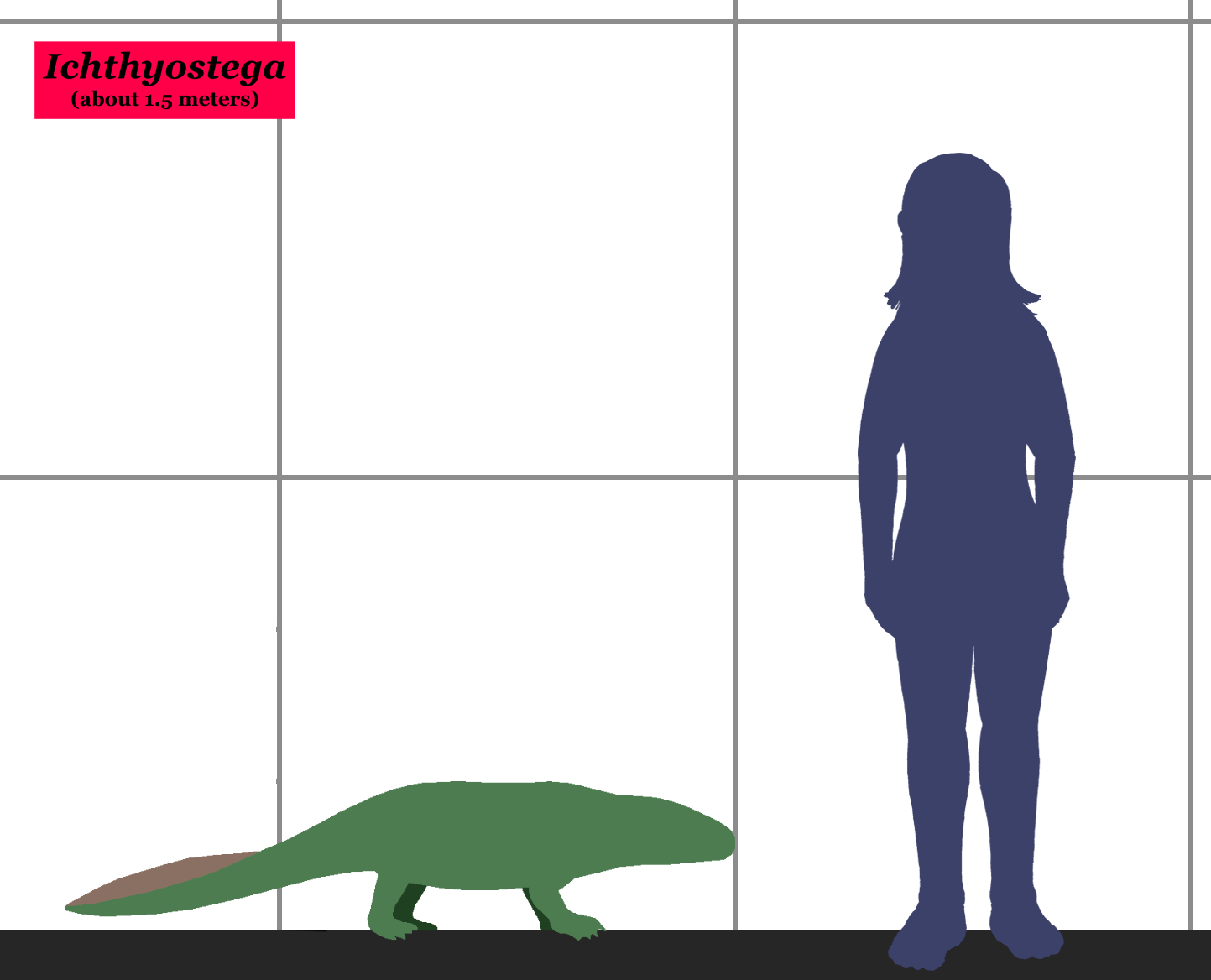
人間との比較図

イクチオステガやアカントステガのような初期の四肢動物は、エウステノプテロンやパンデリクティスのような肉鰭綱の魚よりも陸上生活に適応していた。肉鰭綱の一部である総鰭類は肺を備えていたにもかかわらず主に鰓を使って酸素を取り込んでいたが、イクチオステガは肺に頼っていたと思われる。その皮膚は総鰭類には似ておらず、体液を保ち乾燥を防ぐ助けになった。総鰭類は鰭でバランスを取りながら体と尾を使って移動していたが、イクチオステガは四肢を使って移動し、尾でバランスを取っていた。
成長すると1.5メートルに達する体は陸上で移動するには大きな妨げとなるが、幼い頃はずっと簡単に動くことができた。がっしりとした胸郭は重なり合った肋骨から構成されており、頑丈な骨格と強固な背骨を持ち、体を水の上に引き上げることのできる前肢を持っていたと考えられる。これら解剖学上の変化は明らかに浮力に乏しい陸上での生活に適応するためのものである。後肢は前肢よりも小さく、大人の全体重を支えきれそうにない。ジェニファー・クラックは、イクチオステガとその近縁種は現代のガラパゴス諸島に生息するウミイグアナやインドのガビアルのように日光浴によって体を暖めることに時間を費やし、体を冷やしたり食事や繁殖を行なう時は水中に戻っていたのではないかと唱えた。この説では少なくとも頭部を水の外に出すための強い前肢を持ち、頑丈な胸郭と背骨は現代のクロコダイルに見られるような腹部の日光浴をするための助けとなった。幼い頃の優れた運動性は水中の捕食者から陸上に逃れるための助けとなっただろう。
初期の四肢動物のゲル状の卵は水の外では生きられないため、依然として水は必要だった。幼生や体外受精にとって水は必須であり、水なくしては生殖そのものが起こり得ないため、陸生の脊椎動物は体内受精を発達させてきた。有羊膜類や両生類の一部は生殖器を介して体内で直接受精し、イモリやサンショウウオなどが属する有尾目では、オスが地面に置いた 精包 （精子嚢）をメスが拾い上げる方法で体内受精を行なうものもいる。
エルギネルペトン、アカントステガ、イクチオステガなどが属するイクチオステガ目は、陸上を歩くことに適した両生類である分椎目（エリオプスなど）や炭竜目へと受け継がれた。イクチオステガ目と分椎目・炭竜目の間にはローマーのギャップと呼ばれる2000万年のギャップがあることが知られていたが、3億5000万年前の前期石炭紀に生息していたペデルペスによってこのギャップが埋められることが2002年に示された。ペデルペスはこれまで知られる限り陸上で移動する最古の四肢動物である。